# Biskra

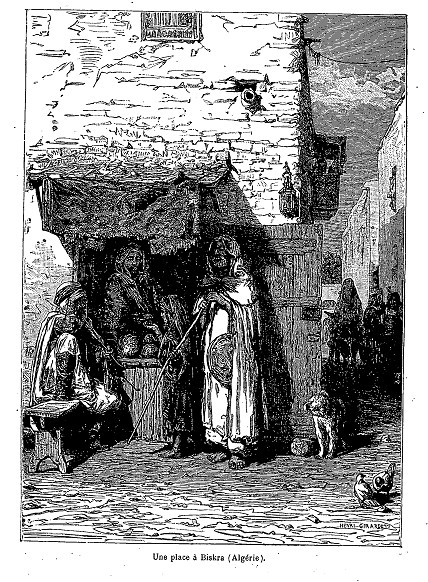
Ein Platz in Biskra

Biskra (arabisch بسكرة, DMG Biskira, tamazight ⵜⵉⴱⴻⵙⴽⴻⵔⵜ) ist eine Oasenstadt in der gleichnamigen Provinz im östlichen Algerien, am Fuß des Aurès-Berglandes, die etwa 207.000 Einwohner hat. Sie war ein wichtiger Knotenpunkt bei der Erschließung der algerischen Sahara und ist ein wichtiger Dattellieferant.

## Geschichte
In Biskra erlitt die Islamische Expansion im Jahr 683 einen Rückschlag, als die Berber unter ihrem König Kusaila ibn Lemzem zusammen mit dem Exarchen von Karthago die Araber vernichtend schlugen, wobei der arabische Feldherr Uqba ibn Nafi fiel.
Das ab 1830 in Algerien einmarschierende Frankreich unternahm ab den 1840er Jahren Anstrengungen, militärisch in die Sahara zu expandieren. Mit diesem Ziel wurde 1844 eine erste Truppeneinheit in Biskra stationiert. 1849 folgte ein Volksaufstand gegen die Besatzer, der von der nahen Oase Zaatcha ausging. Der General Émile Herbillon ließ den Aufstand in Zaatcha niederschlagen und den Anführer Scheich Bouziane hinrichten, die Bevölkerung wurde massakriert.
In der Umgebung von Biskra machte Béla Bartók im Sommer 1913 Aufnahmen von Volksliedern der dort ansässigen Nomaden. Ab 1964 kamen die deutschen Maler Erwin Bowien (1899–1972) und Bettina Heinen-Ayech (1937–2020) regelmäßig in den Monaten Dezember und Januar zum Malen nach Biskra. Von dort unternahmen sie ausgedehnte Touren in die Oasen von Chetma, Tolga, Sidi Okba und Gartha, aber auch ins nahe gelegene Aures-Gebirge. Beide Maler schufen dort zahlreiche Gemälde.
Von 1954 bis 1962 währte der Algerienkrieg. Bis zum Kriegsende und der Unabhängigkeit gehörte die Stadt zum 1956 neu eingeteilten französischen Verwaltungsgebiet Wilaya 1.

## Klima
Heute ist Biskra die Hauptstadt des gleichnamigen Wilaya (Regierungsbezirk) und ein beliebter Winterurlaubsort, da die Temperaturen dort nie unter die Nullgradmarke fallen. Im Gegensatz dazu liegt im benachbarten und höher gelegenen Atlas-Wilaya Batna im Winter Schnee.
|                       | Jan  | Feb  | Mär  | Apr  | Mai  | Jun  | Jul  | Aug  | Sep  | Okt  | Nov  | Dez  |   |      |
| Mittl. Tagesmax. (°C) | 16,3 | 18,8 | 22,1 | 26,6 | 31,0 | 36,6 | 40,3 | 39,4 | 34,5 | 28,2 | 21,7 | 16,8 | ⌀ | 27,7 |
| Mittl. Tagesmin. (°C) | 6,5  | 7,9  | 10,9 | 14,9 | 18,9 | 24,1 | 26,8 | 26,5 | 23,3 | 17,8 | 11,6 | 7,5  | ⌀ | 16,4 |
|                       |      |      |      |      |      |      |      |      |      |      |      |      |   |      |
| Niederschlag (mm)     | 15   | 11   | 19   | 16   | 10   | 6    | 1    | 4    | 14   | 15   | 18   | 19   | Σ | 148  |
|                       |      |      |      |      |      |      |      |      |      |      |      |      |   |      |
| Sonnenstunden (h/d)   | 7,2  | 8,4  | 8,9  | 9,3  | 10,1 | 11,1 | 12,2 | 11,7 | 9,6  | 8,2  | 6,6  | 6,6  | ⌀ | 9,2  |
|                       |      |      |      |      |      |      |      |      |      |      |      |      |   |      |
| Regentage (d)         | 2    | 2    | 3    | 2    | 2    | 1    | 0    | 1    | 2    | 2    | 2    | 3    | Σ | 22   |
|                       |      |      |      |      |      |      |      |      |      |      |      |      |   |      |
| Luftfeuchtigkeit (%)  | 54   | 50   | 43   | 38   | 34   | 30   | 26   | 29   | 37   | 44   | 53   | 57   | ⌀ | 41,2 |

| 6,5 |

| 7,9 |

| 10,9 |

| 14,9 |

| 18,9 |

| 24,1 |

| 26,8 |

| 26,5 |

| 23,3 |

| 17,8 |

| 11,6 |

| 7,5 |

| 6,5 |

| 7,9 |

| 10,9 |

| 14,9 |

| 18,9 |

| 24,1 |

| 26,8 |

| 26,5 |

| 23,3 |

| 17,8 |

| 11,6 |

| 7,5 |

## Verkehr
Die Stadt ist an den Schienenverkehr des Landes angeschlossen und verfügt über einen Bahnhof der Société nationale des transports ferroviaires algériens. Durch die Stadt führt eine der längsten Fernstraßen des Landes, der Nationalstraße 3. Von 1897 bis 1955 verband die von Pferden gezogene, 12 km lange Tramway de Biskra à la Fontaine Chaude den Ort mit dem Thermalbad.

## Persönlichkeiten
- Leila Hadji (* 1998), französische Langstreckenläuferin
- Mohamed Ali Gouaned (* 2002), Mittelstreckenläufer